# Lukács Júlia
Lukács Júlia, Porzsoltné Lukács Juliska (Szitány, 1867 – Budapest, 1937. október 5.) színésznő. Lukács Piroska testvére.

## Életútja
Lukács Elek és Kolek Irma leánya. Már a színművészeti akadémián feltűnt drámai tehetsége és harmadéves növendékként a Népszínház kisegítő tagja volt drámai szerepekben. Miután az akadémiát 1889-ben elvégezte, 1891-ben Evva Lajos a Népszínházhoz szerződtette, ahol a drámai hősnő szerepet töltötte be. Itt 1904-ig játszott, majd 1906 és 1909 között a debreceni színház tagja volt. Nyugdíjba ment 1917. április 4-én. 1920 és 1926 között újra Debrecenben lépett fel. Porzsolt Kálmán első felesége volt, akivel 1891. szeptember 14-én Budapesten, a Kálvin téri református templomban kötött házasságot; a tanúk Porzsolt Ernő (1854–1921) építész és Porzsolt Benő miniszteri hivatalnok voltak. 1905-ben váltak el. 1912. december 28-án szombaton Sopronban Istvánffy Gyula festőművész felesége lett. Halálát rákos daganat okozta.

## Fontosabb szerepei
- Magdolna (Rákosi Jenő)
- Fedora (Sardou)
- Gauthier Margit (ifj. Dumas: A kaméliás hölgy)
- Rózsi (Szigligeti Ede: A cigány)